# Riley Fitzsimmons
Riley Fitzsimmons (* 27. Juli 1996 in North Gosford) ist ein australischer Kanute.

## Karriere
Riley Fitzsimmons gab 2016 in Rio de Janeiro sein Olympiadebüt, wo er zur Besetzung des australischen Vierer-Kajaks über 1000 m gehörte. Zusammen mit Jacob Clear, Jordan Wood und Ken Wallace belegte er im Vorlauf noch den dritten Platz, ehe im Halbfinallauf ein Sieg gelang. Das Finale beendeten sie in 3:06,731 min auf dem vierten Rang und verpassten damit einen Medaillengewinn knapp hinter den mit 3:05,176 min drittplatzierten Tschechen. In der Besetzung Fitzsimmons, Wood, Wallace und Murray Stewart sicherten sich die Australier im Jahr darauf in Račice u Štětí in dieser Disziplin den Titelgewinn. Bei den 2021 ausgetragenen Olympischen Spiele in Tokio ging Fitzsimmons in zwei Wettbewerben an den Start. Im Zweier-Kajak über 1000 m musste er mit Jordan Wood nach Rang drei im Vorlauf ins Viertelfinale, das die beiden gewannen. Im Halbfinale kamen sie jedoch nicht über den sechsten und damit letzten Platz hinaus und mussten abschließend im B-Finale antreten. Dieses schlossen sie auf dem fünften Rang ab. Darüber hinaus startete Fitzsimmons mit Jordan Wood, Murray Stewart und Lachlan Tame im Vierer-Kajak auf der 500-Meter-Distanz. Danke zweiter Plätze im Vor- und im Halbfinallauf erreichte die Australier den Endlauf, den sie in 1:25,025 min auf Rang sechs beendeten.
Ab 2023 bildete Fitzsimmons mit Jackson Collins, Noah Havard und Pierre van der Westhuyzen eine Mannschaft im Vierer-Kajak und gewann sogleich mit ihnen beim Weltcup in Posen die Silbermedaille auf der 500-Meter-Strecke. Einen weiteren Medaillengewinn verpassten sie als Vierte der Weltmeisterschaften 2023 in Duisburg nur knapp, sicherten sich mit dem Resultat aber einen Quotenplatz für die Olympischen Spiele in Paris. Bei den Spielen selbst trat der australische Vierer-Kajak in unveränderter Besetzung auf der 500-Meter-Distanz an. Nach Rang drei im Vorlauf und Siegen im Viertel- und Halbfinale erreichten die Australier den Finallauf, den sie in 1:19,84 min knapp im Fotofinish hinter Deutschland, dessen Kajak nach 1:19,80 min die Ziellinie überquerte, und vor den mit 1:20,05 min drittplatzierten Spaniern auf Rang zwei beendeten. Damit erhielten Fitzsimmons, Collins, Havard und Van der Westhuyzen die Silbermedaille.
Fitzsimmons absolvierte eine Schreiner- und Bauhandwerkerlehre.